# Wyżnia Przełączka koło Drąga
Wyżnia Przełączka koło Drąga (słow. Vyšné sedlo pod Drúkom, Štrbina nad Drúkom) – wąska przełęcz położona na wysokości ok. 2378 m n.p.m. znajdująca się w Grani Kończystej w słowackiej części Tatr Wysokich. Siodło Wyżniej Przełączki koło Drąga oddziela Drąga od Turni nad Drągiem. Na Wyżnią Przełączkę koło Drąga nie prowadzą żadne znakowane szlaki turystyczne, dla taterników najdogodniej dostępna jest przy przejściu granią od Przełęczy koło Drąga, która to najłatwiejsza do zdobycia jest od strony Doliny Batyżowieckiej.

## Historia
Pierwsze wejścia turystyczne:
- Miklós Szontagh (junior), Zoltán Zsigmondy i Johann Franz (senior), 11 sierpnia 1905 r. – letnie,
- Ivan Gálfy, Juraj Richvalský i Ladislav Richvalský, nocą 13-14 kwietnia 1953 r. – zimowe.